# Премьер-министр Ганы
Премьер-министр Ганы был главой правительства Ганы с 1957 по 1960 год и снова с 1969 по 1972 год.

## История должности
Первым лидером и премьер-министром страны был Кваме Нкрума из Народной партии конвента (НПК). Он занимал этот пост со дня провозглашения независимости Ганы – 6 марта 1957 года по 1 июля 1960 года, когда вступила в силу новая конституция, отменившая эту должность. Нкрума стал президентом Республики, но позже был свергнут в результате военного переворота 1966 года.
Когда Гана вернулась к гражданскому правлению в 1969 году, парламентская система была восстановлена. Партия прогресса (ПП), возглавляемая Кофи Абрефой Бусиа, победила на парламентских выборах, и он стал премьер-министром 1 октября 1969 года. Правительство Бусии было свергнуто в результате военного переворота 13 января 1972 года.
Президентская система была введена в 1979 году, когда было восстановлено гражданское правление. Пост премьер-министра так и не был восстановлен.

## Премьер-министры Ганы
| Картинка                                            | Имя (Дата жизни)                                   | Срок полномочий                | Срок полномочий                | Политическая Партия            |                                |
| Картинка                                            | Имя (Дата жизни)                                   | Вступил в должность            | Покинул должность              | Политическая Партия            |                                |
| Премьер-министр доминиона Гана                      | Премьер-министр доминиона Гана                     | Премьер-министр доминиона Гана | Премьер-министр доминиона Гана | Премьер-министр доминиона Гана | Премьер-министр доминиона Гана |
| --------------------------------------------------- | -------------------------------------------------- | ------------------------------ | ------------------------------ | ------------------------------ | ------------------------------ |
|                                                     | Кваме Нкрума (1909–1972)                           | 6 марта 1957                   | 1 июля 1960                    | Народная партия конвента       |                                |
| Премьер-министр Ганы                                |                                                    |                                |                                |                                |                                |
| Должность упразднена (1 июля 1960 – 1 октября 1969) |                                                    |                                |                                |                                |                                |
|                                                     | Кофи Абрефа Бусиа (11 июля 1913 — 28 августа 1978) | 1 октября 1969                 | 13 января 1972                 | Прогрессивная партия           |                                |
| Должность упразднена (13 января 1972 – н.в.)        |                                                    |                                |                                |                                |                                |